# Korsåtjärnen
Korsåtjärnen är en sjö i Rättviks kommun i Dalarna och ingår i Dalälvens huvudavrinningsområde. Sjön har en area på 0,174 kvadratkilometer och ligger 278,2 meter över havet. Sjön avvattnas av vattendraget Stråån (Tansån).

## Delavrinningsområde
Korsåtjärnen ingår i det delavrinningsområde (680678-146619) som SMHI kallar för Utloppet av Tansen. Medelhöjden är 309 meter över havet och ytan är 1,44 kvadratkilometer. Räknas de 12 avrinningsområdena uppströms in blir den ackumulerade arean 91,99 kvadratkilometer. Stråån (Tansån) som avvattnar avrinningsområdet har biflödesordning 3, vilket innebär att vattnet flödar genom totalt 3 vattendrag innan det når havet efter 402 kilometer. Avrinningsområdet består mestadels av skog (65 procent). Avrinningsområdet har 0,17 kvadratkilometer vattenytor vilket ger det en sjöprocent på 12 procent.